# Фёдоров, Александр Сергеевич (футболист)
Александр Сергеевич Фёдоров (25 августа 1970, Зеленодольск, Татарская АССР — 26 января 2022, Зеленодольск, Татарстан) — советский и российский футболист, полузащитник. Сыграл один матч в высшей лиге России.

## Биография
Воспитанник зеленодольского футбола. Начал профессиональную карьеру в йошкар-олинской «Дружбе». Летом 1992 года перешёл в «КАМАЗ», сыграл за него 15 матчей в сезоне и помог команде стать победителем в зональном турнире Первой лиги. Следующей весной сыграл один матч за «КАМАЗ» в высшей лиге и матч за дубль в Второй лиге и затем вернулся в «Дружбу».
В дальнейшем выступал за различные клубы Поволжья — нижнекамский «Нефтехимик», зеленодольский «Прогресс», волжскую «Диану», альметьевский «Алнас». В конце карьеры снова играл в Йошкар-Оле, а последний год карьеры отыграл на любительском уровне в родном Зеленодольске.